# Ska vi göra slut?
Ska vi göra slut? är ett svenskt TV-program med premiär den 30 oktober 2014 i Kanal 5 med Filip Hammar och Fredrik Wikingsson som programledare.
En uppföljare påbörjades 12 mars i år på Sandhamnsgatan.
Programmet handlar om relationer och i varje avsnitt lever Filip och Fredrik under några dagar med ett par som har en del problem i sin relation, och försöker ställa nyfikna frågor och bidra med ett perspektiv utifrån. Par runt om i Sverige har ansökt om att få vara med i serien.

## Avsnitt
| Nr | Titel | Sändningsdatum   | Tittarantal |
| -- | ----- | ---------------- | ----------- |
| 1  |       | 30 oktober 2014  | 216 000     |
| 2  |       | 6 november 2014  | 170 000     |
| 3  |       | 13 november 2014 | 205 000     |
| 4  |       | 20 november 2014 | 221 000     |
| 5  |       | 27 november 2014 | 157 000     |
| 6  |       | 4 december 2014  | 163 000     |
| 7  |       | 11 december 2014 | 95 000      |
| 8  |       | 18 december 2014 | 170 000     |

| Nr | Titel | Sändningsdatum | Tittarantal |
| -- | ----- | -------------- | ----------- |
| 1  |       | 25 april 2016  | 160 000     |
| 2  |       | 2 maj 2016     | 71 000      |
| 3  |       | 9 maj 2016     | 107 000     |
| 4  |       | 16 maj 2016    | 108 000     |
| 5  |       | 23 maj 2016    | 117 000     |
| 6  |       | 30 maj 2016    | 107 000     |